# Josefina Fernández
Josefina Fernández (17 de agosto de 1991) é uma voleibolista profissional argentina. 

## Carreira
Josefina Fernández representou a Seleção Argentina de Voleibol Feminino nos Jogos Olímpicos de Verão no Rio de Janeiro, que foi 9º colocada.